# Nollaig Casey
Pour les articles homonymes, voir Casey.
Nollaig Casey est une musicienne traditionnelle (fiddle) irlandaise de renommée internationale. 

## Biographie
À l'âge de onze ans, Nollaig Casey avait déjà découvert le violon, le piano, le tin whistle et les uilleann pipes et durant son adolescence, elle approche la musique classique et la musique traditionnelle. Elle a remporté plusieurs titres nationaux au fiddle et en chant traditionnel, et a reçu en 1972 la récompense de meilleur musicien de l'année.
Diplômée en musique au University College Cork à 19 ans, elle commence sa carrière à l'Orchestre symphonique de la radio-télévision irlandaise, au sein duquel elle demeurera 5 ans.
En 1980, elle joue avec Planxty et se produit avec ce groupe en Europe. Elle a enregistré et s'est produite avec nombre de musiciens et de groupes dont Moving Hearts, Liam O'Flynn, Frances Black, The Clancy Brothers, l'Héritage des Celtes et Elvis Costello.
Elle apparaît également dans des séries TV de la BBC, notamment dans Bringing it All Back Home et A River of Sound. 
Elle a également collaboré avec Dónal Lunny, pour des enregistrements et des tournées.
Plus récemment, elle s'est produite dans le spectacle théâtral Riverdance ainsi que pour Shaun Davey dans ses spectacles Granuaile et May We Never Have To Say Goodbye, composé pour la cérémonie d'ouverture des Jeux mondiaux d'été de juin 2003 (en), interprété par Rita Connolly, Ronan Tynan et pas moins de six chœurs de Dublin.
Nollaig Casey se produit également avec son mari guitariste, Arty McGlynn, sa sœur harpiste Máire Ní Chathasaigh et le guitariste Chris Newman.

## Discographie
- Lead the Knave (1989) ;
- Causeway (1995) ;
- Mosaic (1999) ;
- The Music of What Happened (2004).